# کلاک سفلی
کلاک سفلی، روستایی از توابع بخش بلده شهرستان نور در استان مازندران ایران است. 

## جمعیت
این روستا در دهستان اوزرود قرار دارد و براساس سرشماری مرکز آمار ایران در سال ۱۳۸۵، جمعیت آن ۶۷ نفر (۳۶خانوار) بوده‌است.